# 新興住宅地

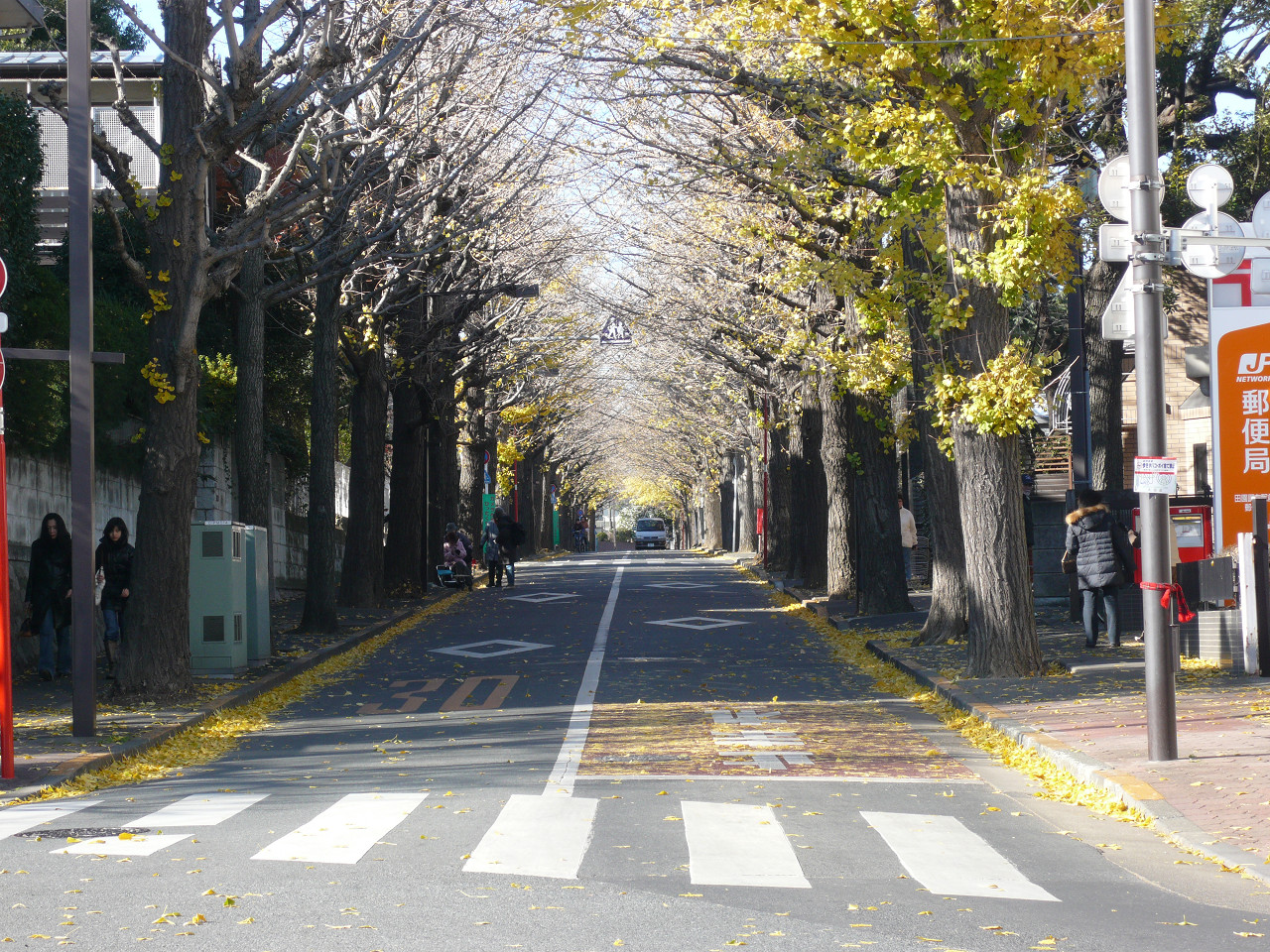
大正末期の新興住宅地
（東京都大田区田園調布）

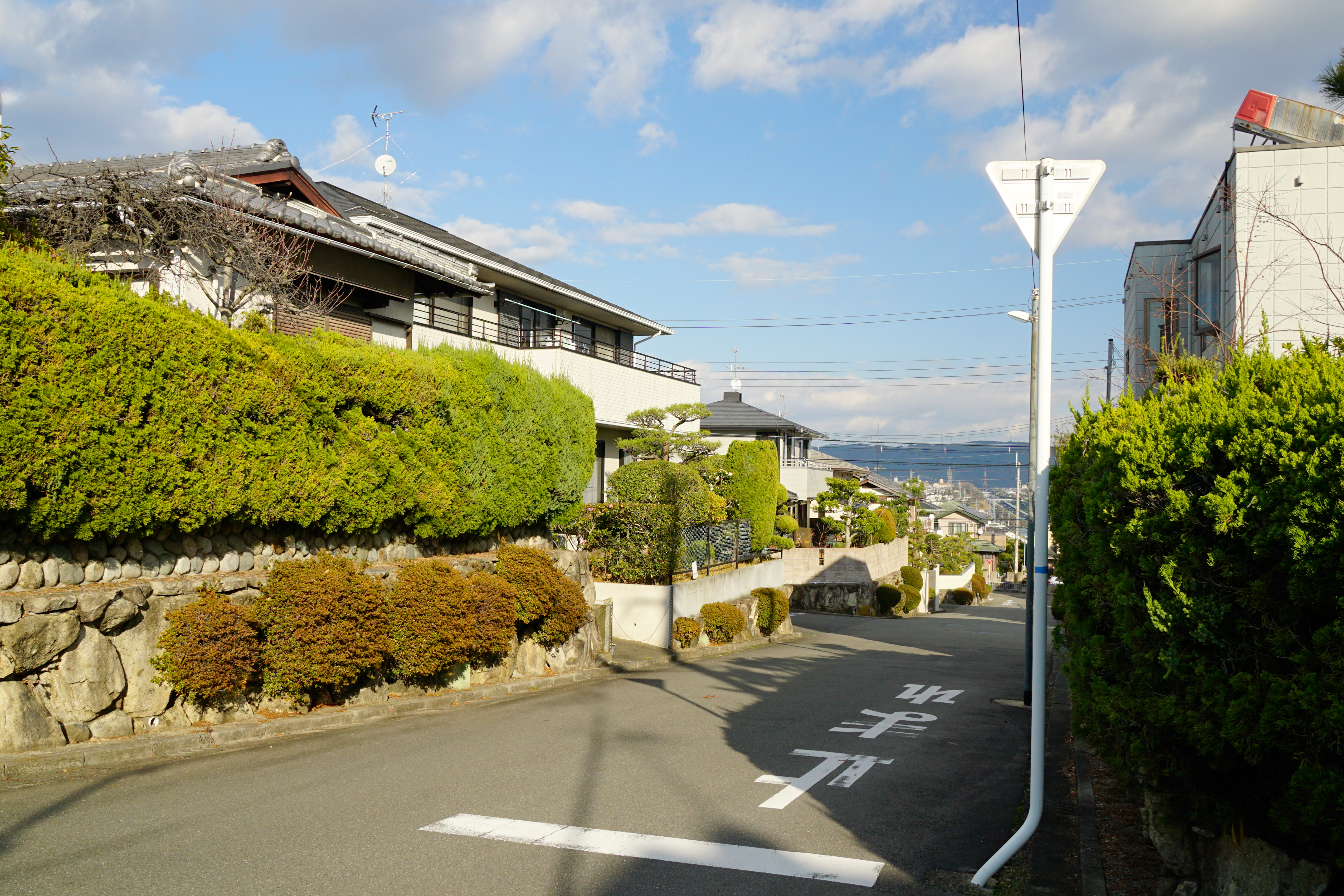
1980年代の新興住宅地
（大阪府高槻市南平台）

新興住宅地（しんこうじゅうたくち　英: New residential area）とは、新たに開発した住宅地のことである。

## 概要
開発後どの程度の期間までが“新興”かという基準や居住者層の要件は、特段見られないが、都市へ人口が集中すると、都市縁辺の未開発地域や近郊の農村などの未開発地を確保し、住居確保、住宅供給のため次々に住宅地開発が行われる。
地理的環境と文化の違いにより、新興住宅地の定義は地域によって基準が異なる。一部の主要なアジアの都市では、新興住宅地も比較的高品質の住宅を提供している。静かな環境と近くにヨットや埠頭を備え周辺を見下すような高層デュプレックスユニット/ペントハウスアパートメントまたはヴィラは高品質の高級住宅と化すが、西欧諸国の基準では邸宅の質とは関係なくプライバシー性が高く広いプライベートガーデンがあり、12エーカー以上ある屋敷は贅沢と見なされている。なかには今日の水準で居住者向けのクラブ、付属のクラブ、プール、ジム、専用駐車場および不動産管理が24時間完備はするが家屋は低質の「にせ豪邸」（俗にマック・マンションと呼ばれる物件）も現れる。住居建設への投資コストが高くなれば購入価格とその後の維持費は既存の住宅地よりもはるかに高い場合、こうした市場の顧客は社会的および経済的地位の高い人々を対象としている場合もある。新興住宅の建設は不動産投機から富裕層と貧困層の格差などの社会問題をも引き起こすことが多いため、多くの国で住宅には重い税金が課せられている。しかし不動産投機の問題は依然として存在する 。
おもな例ではドイツならばブリーダースドルフ#新興住宅地やハヴィジョフ、ヒンター・デン・ドルフゲルテンやシェルツィヒ、アメリカならダルース (ミネソタ州)の「Over the Hill」などがある。他にドイツはシャルロッテンブルク＝ヴィルマースドルフのシャルロッテンブルクやグルーネヴァルト、シュテーグリッツゼーレンドルフのツェーレンドルフやワンフ、フランスではパリサン＝ルイ、パリ7区、パリ16区、コート・ダジュールフレンチリビエラのヴィルフランシュ＝シュル＝メール、イギリスではロンドンのナイツブリッジ、ベルグレイビア、ケンジントンのガーデンズ地区、カナリー・ワーフ、アメリカではニューヨークでマンハッタン（セントラル・パーク）やアッパーイーストサイドとロングアイランド、ビバリーヒルズまたはマリブ、ロサンゼルスのパロスベルデスマナー、ボストンのビーコンヒル、アラブ首長国連邦ならばドバイのパーム・アイランド、パーム・ジュメイラ、ワールドアイランズなどが知られ、今日では邸宅街や高層住宅が立ち並ぶ街と化している。

## 台湾の新興住宅地
台湾では、若林 (2003 ) によると、大安区（台北市）、信義区（基隆市）、松山区（台北市）、中山区（台北市）、東区（高雄市）、北区（台中市）、北区（台南市）、北投鎮（陽明山）などがあげられ、このうち大安や北投鎮などは高級住宅街の認識が成されている。同様に高級住宅地と化した新興住宅地としては天母が知られる。

## 香港の新興住宅地
香港ならば香港島の比較的海抜が高い地域、香港大学周辺の半山区と呼ばれる地域など歴史ある住宅街はイギリスの植民地時代に香港に居住するイギリス人が湾岸部の暑さを避けるために山の上に家を建て始めたのが始まりである。このため歴史的に香港島と九龍に集中している。しかし住宅の急速な発展に伴い、新しい住宅地は新界と離島区へと広がっている。そしてビクトリア・ハーバーの夜景を望む、または山と海に囲まれた高層デュプレックスユニットやヴィラになると戸建て住宅の1平方フィートあたりの価格自体が10万香港ドルを超えている。

## 韓国の新興住宅地
韓国ならばソウル特別市の都心から少し離れた漢江の北側、城北区城北洞、鍾路区旧基洞と平倉洞などが伝統的に開発されこんにち豪邸が集中する地区としても知られているが、その後漢江の南側に位置する江南区清潭洞と狎鴎亭洞、三成洞などは特に1990年代から2000年代にかけてひらかれて豪邸、高級マンションやヴィラ等も多く建築されていった。

## 中国の新興住宅地
2000年代以降、盛んな不動産投資意欲が牽引力となり、各地で巨大な新興住宅地が造られた。
一方で、2010年代には極端な投資用の新興住宅地群で、住民がほとんど居住しない「鬼城」が出現するなど歪みも見られるようになった。

## 日本の新興住宅地
日本では東京23区で豪邸が立ち並ぶ千代田区番町と麹町の皇居周辺、港区の南青山、赤坂、麻布、白金台などや、街区として文京区の本駒込、西片などは、江戸時代には武家屋敷が多く立ち並んでいたのを、地主となった武家が住宅地開発を行った姿である。また明治期の全国各地の入植と、その後の沿線開発、関東大震災を契機とする郊外への移住が住宅地を供給する展開をみせる。東京であれば渋谷エリアの松濤、目黒区や品川区辺りに、また大阪では帝塚山や堺市東区の大美野田園都市に多いほか、兵庫県の神戸市御影東丹地区・住吉、西宮市七園、芦屋市六麓莊町、平田町松美浜などが西日本で最も有名な高級住宅街となり、豪邸が集中する。上記のエリアは阪急電鉄沿いにあり、阪神間モダニズム発祥の地でもある。
大正末期から昭和期の例では東京信託による新町住宅、田園都市株式会社が東京都大田区の田園調布や世田谷区の成城、埼玉県さいたま市浦和区の岸町や常盤などが新興住宅地として開発された。高度経済成長期以降、日本住宅公団、住宅供給公社などが次々に団地造成事業などで多くの住宅造成地を建設し住宅供給が行われ、既存の大都市周辺部への住宅開発が進んだ。集落の点在していた場所に路線が開通し宅地化が進んだ例としてはつくばエクスプレス沿線や東急線沿線の沿線開発、世田谷区などが顕著である。
これらを境に住宅地の観念が定着するとしており、戦後に開始される宅地造成や日本のニュータウンなどの住宅地供給が新興住宅地を形成したとしている。
もともと集落の無かった森林などを開拓する場合や、戦後の大規模なものなどはニュータウン（多摩ニュータウンなど）と呼ばれることが多い。おもに計画的に造成された2・3階建ての戸建て住戸が建ち並ぶ住宅地を指し、団地やマンションも広義の新興住宅地に含むことがある。